# Kapralowa Wysoka
Kapralowa Wysoka – znajdująca się na wysokości 950 m n.p.m. niewielka przełęcz w grzbiecie Małych Pienin, pomiędzy szczytem Wysokie Skałki (1050 m), a granią na wschód od szczytu Borsuczyny (939 m), w której to grani znajduje się jeszcze druga przełęcz Stachurówki (ok. 910 m). Przez grań tę biegnie granica słowacko-polska.
Przełęcz Kapralowa Wysoka to niewielkie rozszerzenie i wklęśnięcie terenu w głównej grani. Dawniej była to polana, użytkowana przez Łemków zamieszkujących Jaworki. Obecnie polana zarosła górnoreglowym lasem świerkowym. Na północny zachód od przełęczy zaczyna się rezerwat przyrody Wysokie Skałki obejmujący szczyt Wysokiej.
Polski stok przełęczy znajduje się w miejscowości Jaworki w województwie małopolskim, w powiecie nowotarskim, w gminie miejsko-wiejskiej Szczawnica.

## Szlaki turystyki pieszej

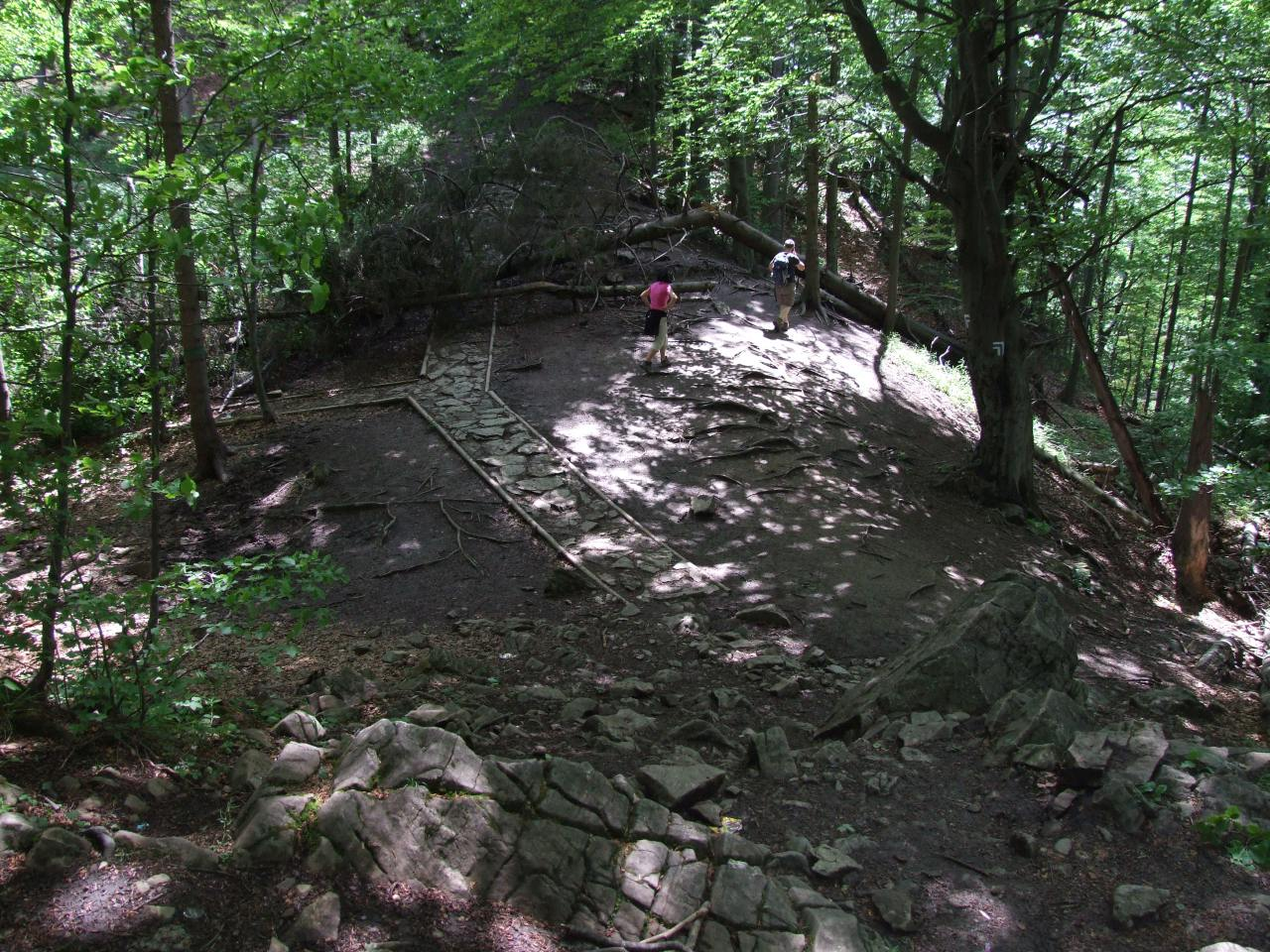
Kapralowa Wysoka

Na przełęczy skrzyżowanie szlaków:
 – z Jaworek przez Wąwóz Homole i Polanę pod Wysoką,
 – biegnący grzbietem Małych Pienin przez Borsuczyny, Durbaszkę, Szafranówkę do Szczawnicy
 – schodzący w dół i biegnący następnie główną granią przez Wierchliczkę, przełęcz Rozdziele, rezerwat przyrody Białą Wodę do Jaworek.
- oddzielna krótka ścieżka (ok. 15 min) na szczyt Wysokiej[2].